# 33241 Jeanmedas
33241 Jeanmedas este o planetă minoră (asteroid), cu un diametru de 8,107 km, din centura de asteroizi. A fost descoperită pe 21 aprilie 1998 la centre de recherches en géodynamique et astrométrie⁠(d) de OCA-DLR Asteroid Survey⁠(d). 
Obiectul prezintă o orbită caracterizată de o semiaxă mare de 3,0443672 UAi, o excentricitate de 0,05, o înclinație de 4,49654 ° în raport cu ecliptica.